# Lena Ivančok
Lena Ivančok  (* 29. März 2001 in Wien) ist eine österreichische Handballspielerin, die für den deutschen Bundesligisten Sport-Union Neckarsulm im Tor spielt.

## Karriere
Ivančok spielte anfangs für den österreichischen Verein MAG Fivers. Ab Sommer 2020 stand sie beim ŽRK Lokomotiva Zagreb in Kroatien unter Vertrag. Ivančok verlor mit Lokomotiva das Finale des EHF European Cups 2020/21 gegen die spanische Mannschaft Rincón Fertilidad Málaga. Eine Woche nach dem verlorenen Europapokalfinale gewann sie mit Lokomotiva den kroatischen Pokal. 2022 und 2023 gewann sie mit Lokomotiva die kroatische Meisterschaft. Seit der Saison 2023/24 steht sie beim deutschen Verein Sport-Union Neckarsulm unter Vertrag.
Die Torhüterin spielt auch in der österreichischen A-Nationalmannschaft. Ihre Schwester Ines Ivančok-Šoltić spielt auch im Nationalteam. Mit Österreich nahm sie an der Weltmeisterschaft 2023 teil und schloss das Turnier auf dem 19. Platz ab. Ivančok parierte 25 % der gegnerischen Würfe und erzielte einen Treffer.